# Pelayo Morilla
Pelayo Morilla Cabal (Oviedo, 12 juli 2001) is een Spaans voetballer die als vleugelspeler speelt. Hij stroomde in 2018 door vanuit de jeugd van Sporting Gijón.

## Clubcarrière
Morilla tekende op 21 september 2017 zijn eerste profcontract bij Sporting Gijón. Op 18 augustus 2018 debuteerde hij in de Segunda División tegen AD Alcorcón. Op 13 september 2018 maakte hij zijn eerste doelpunt als prof in het bekerduel tegen CD Numancia.

## Interlandcarrière
Morilla debuteerde in 2018 in Spanje –17 en Spanje –18.